# Putere de rezoluție
Puterea de rezoluție (sau putere de separare) este o mărime ce caracterizează un instrument optic și care exprimă capacitatea acestuia de a pune în evidență distinct (separat) două puncte vecine.
Cu cât valoarea acesteia este mai mare, cu atât pot fi distinse puncte sau linii mai apropiate.
Raportul dintre lungimea de undă medie λ, a două radiații monocromatice, ce pot fi separate în spectru, și diferența Δλ, dintre lungimile lor de undă se numește putere separatoare cromatică (sau spectrală):
{\displaystyle A={\frac {\lambda }{\Delta \lambda }}.}
Valoarea acesteia este limitată de difracția datorată dimensiunilor finite ale fantei de intrare.
Pentru o prismă cu indicele de refracție n, a cărei secțiune principală este un triunghi isoscel cu baza B, relația devine:
{\displaystyle A=B\cdot {\frac {d{\mathit {n}}}{d\lambda }},}
unde dn/dλ este dispersia prismei.